# Борец, Вадим
Вадим Борец (рум. Vadim Boreț; 5 сентября 1976, Кишинёв) — молдавский футболист, выступал на позиции полузащитника и защитника. Ныне тренер.

## Карьера

### Клубная
Вадим Борец воспитанник футбольного клуба «Зимбру», в котором играл до 2001 года. После этого футболист защищал желто-чёрные цвета тираспольского клуба «Шериф». В 2004 году был отдан в аренду ФК «Тирасполь», а в 2005 польскому клубу «Дискоболия». С 2005 года играл в азербайджанском клубе «Нефтчи» (Баку), а с 2008 по 2012 год защищал цвета клуба «Баку». В начале 2013 года объявил о завершении карьеры игрока.

### Сборная
Всего Вадим Борец сыграл 40 матчей в составе национальной сборной Молдовы и забил один гол. Борец сыграл 5 матчей за сборную в рамках квалификации на Чемпионат мира 2006, также играл в отборочных турнирах Чемпионат мира 2002 и Чемпионата Европы 2004. Единственный гол за сборную футболист забил в матче отборочного турнира Чемпионата Европы 2004 против сборной Голландии, матч тогда закончился со счётом 2:1 в пользу голландцев. Последним его матчем за национальную команду стал товарищеский поединок против сборной Литвы 16 августа 2006 года.

### Тренерская
В сентябре 2013 года был назначен на должность главного тренера сборной Молдовы U-16. В июле 2016 года стало известно, что Борец стал главным тренером клуба «Унгень». В конце октября этого же года стал вторым тренером в «Сфынтул Георге».
Летом 2019 года стал помощником главного тренера Игоря Пикущака в армянском клубе «Ноа». В некоторых источниках назывался главным тренером клуба.

## Достижения

### Игрока
- Чемпион Молдавии: 1994, 1995, 1996, 1998, 1999, 2000, 2001, 2002, 2003
- Обладатель Кубка Молдавии: 1997, 1998, 2002
- Обладатель Суперкубка Молдавии: 2003
- Обладатель Кубка чемпионов Содружества: 2003, 2006
- Финалист Кубка чемпионов Содружества: 2000
- Чемпион Азербайджана: 2009
- Серебряный призёр Чемпионата Азербайджана: 2007, 2010
- Обладатель Кубка Азербайджана: 2010, 2012

### Тренера
- Серебряный призёр чемпионата Армении: 2019/20[13]
- Обладатель Кубка Армении: 2019/20[14]